# Alpes du Sud (France)
Pour les articles homonymes, voir Alpes du Sud.

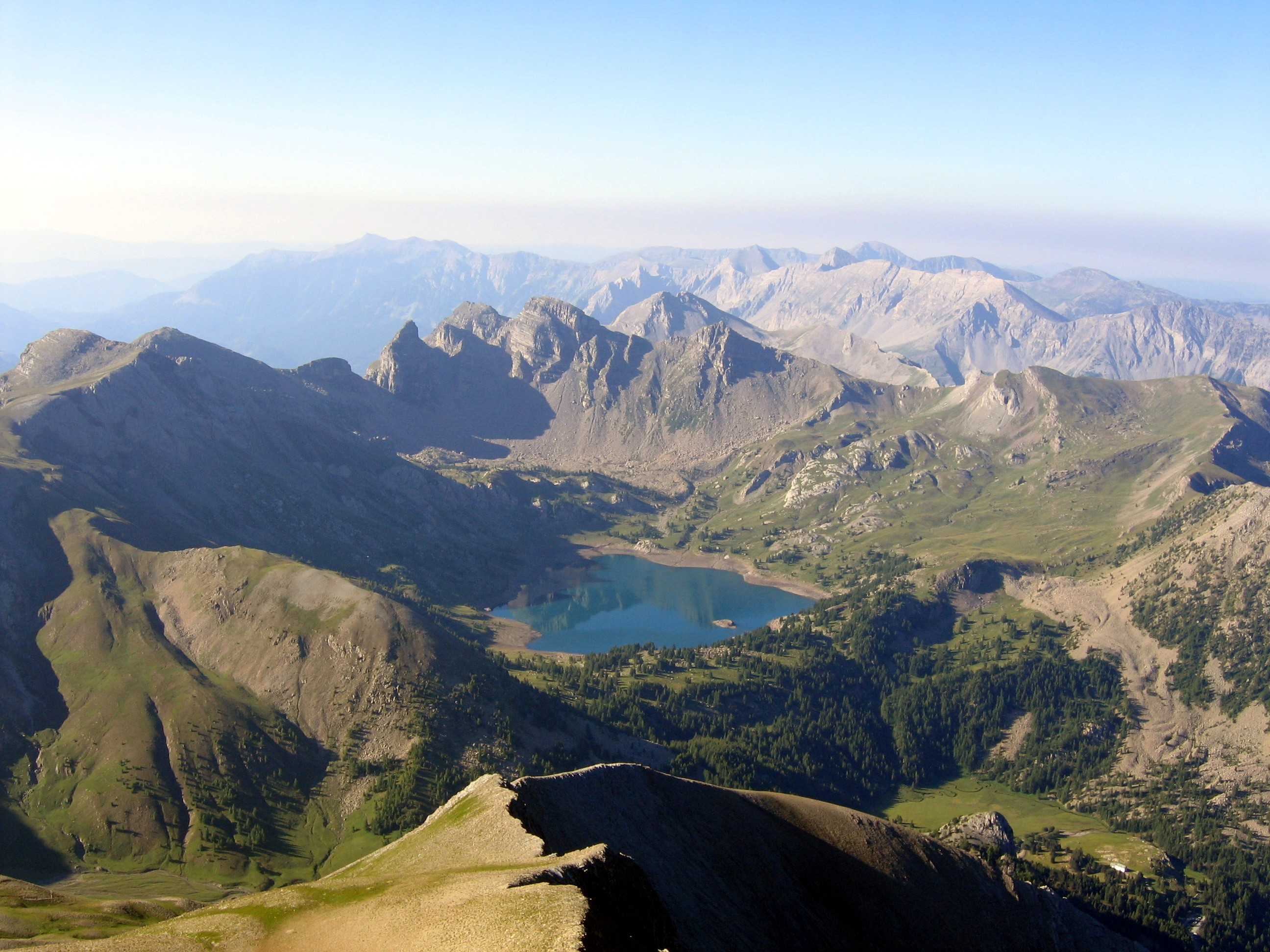
Vue à partir du sommet du mont Pelat sur le lac d'Allos dans le département des Alpes-de-Haute-Provence.

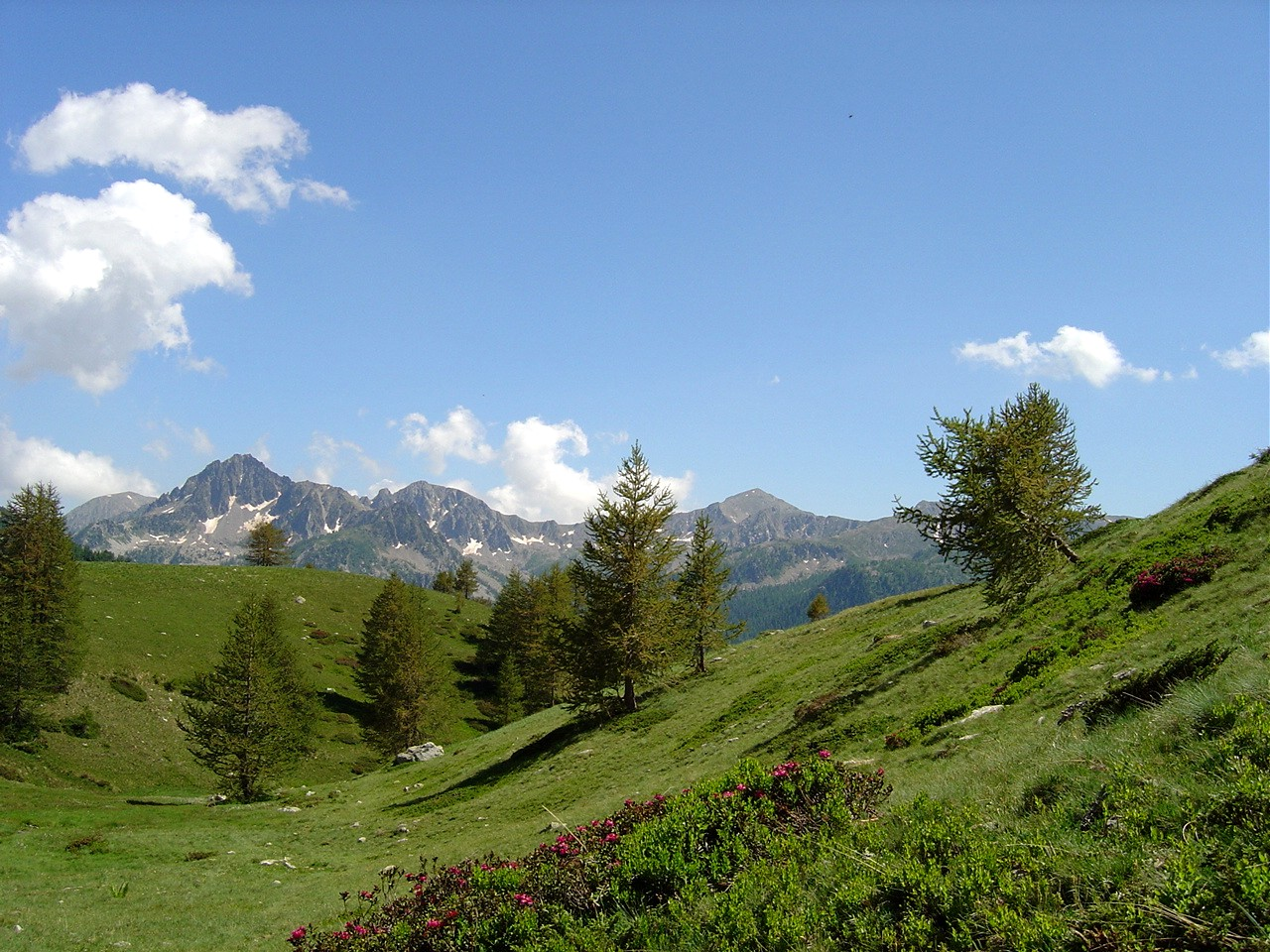
Vue du vallon de Mollière dans le parc national du Mercantour, département des Alpes-Maritimes.

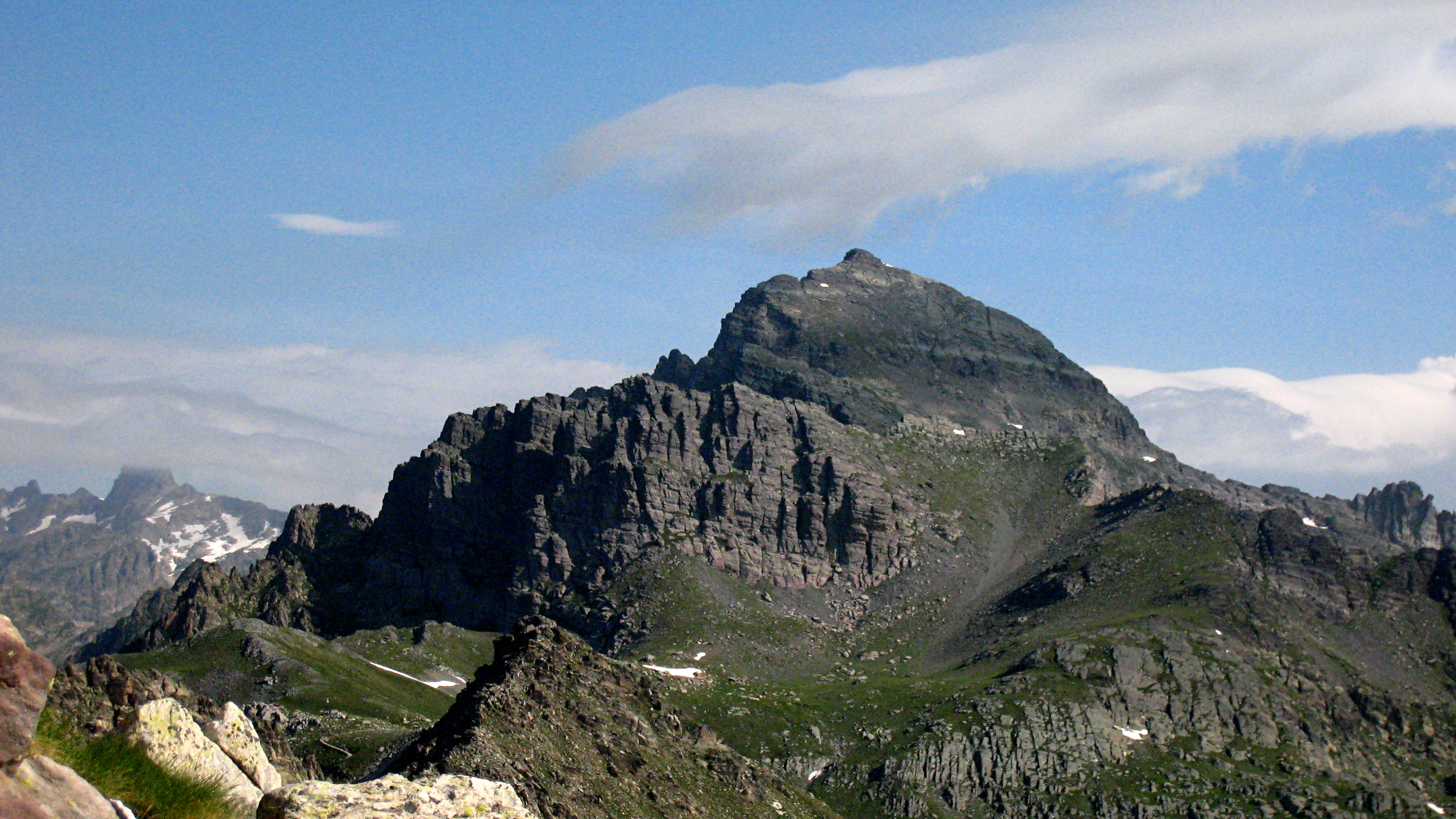
Vue du Grand Capelet dans le massif du Mercantour, département des Alpes-Maritimes.

Les Alpes du Sud sont une zone géographique naturelle des Alpes françaises située principalement dans la région Provence-Alpes-Côte d'Azur, le reste se trouvant dans la région Auvergne-Rhône-Alpes (Drôme).

## Géographie

### Situation

Alpes du Sud

La ligne de crêtes séparant les Alpes du Nord et du Sud suit la limite sud du Vercors, passe par le col de la Croix-Haute, suit les crêtes sud du Dévoluy, passe par le col Bayard, suit les crêtes sud des Écrins et passe par le col du Lautaret et le col du Galibier.
Cette limite correspond au partage des eaux entre le bassin hydrographique de l'Isère et celui de la Durance. Les Alpes du Sud regroupent, par ordre minéralogique :
- la totalité des Alpes-de-Haute-Provence ;
- la quasi-totalité des Hautes-Alpes, sauf le Valgaudemar, le Champsaur, La Grave, Villar-d'Arêne, la vallée Étroite et quelques arpents de terre au sud du mont Chaberton ;
- la quasi-totalité des Alpes-Maritimes (sauf quelques arpents de terre au nord du col de Tende et le massif de l'Esterel) ;
- la partie de la Drôme située au sud du Vercors, Diois compris ;
- le Var au nord de Draguignan ;
- le nord-est du Vaucluse.

Dans la classification SOIUSA des massifs alpins, sont inclus dans les Alpes du Sud :
- l'extrémité ouest des Alpes ligures (section I) à l'est de la Roya ;
- la quasi-totalité des Alpes maritimes (section II), sauf l'Argentera et les environs de Vintimille ;
- la totalité des Préalpes et Alpes de Provence (section III) ;
- la partie française des Alpes cottiennes (section IV) draînée par la Durance ;
- le sud-est des Alpes du Dauphiné (section V) draîné par la Durance et le haut Drac ;
- les secteurs relatifs oriental et occidental/méridional des Préalpes du Dauphiné.

### Topographie
Les Alpes du Sud présentent un relief très varié, avec des massifs frontaliers semblables aux autres montagnes alpines, mais des Préalpes qui se rapprochent plus des montagnes méditerranéennes.

#### Organisation générale
Le relief des Alpes du Sud, d'une grande complexité, s'élève progressivement des bordures sud (mer Méditerranée) et ouest (vallée du Rhône) jusqu'à la frontière italienne, qui suit la ligne de partage des eaux entre la mer Adriatique et la mer Méditerranée.
Trois zones de relief distinctes caractérisent les Alpes du Sud, chacune contenant plusieurs massifs : les collines et plateaux de Haute-Provence, les Préalpes et les massifs internes.
Un trait caractéristique des Alpes du Sud est l'étroitesse des vallées et la hauteur des crêtes. Les massifs sont séparés par des cols élevés, et la proéminence des sommets est faible : seuls la barre des Écrins et le mont Viso sont ultra-proéminents, quelques autres sommets de groupes et massifs ont une proéminence voisine de 1 000 m.

#### Collines et plateaux
La marge sud-ouest des Alpes du Sud est constituée par des collines et des plateaux d'altitude peu élevée, de 400 à 1 200 m. Elle est limitée au nord et à l'est par l'ensemble Lure-Ventoux, la nappe de Digne et les plissements des Préalpes de Castellane. De l'ouest vers l'est, on trouve :
1. le plateau d'Albion, dit aussi plateau de Vaucluse, est un karst s'étendant sur l'ouest des Alpes-de-Haute-Provence et le nord-est du Vaucluse. Seule la Nesque creuse une gorge à l'ouest du massif, le reste des eaux s'écoule en souterrain et resurgit à Fontaine-de-Vaucluse pour former la Sorgue. D'altitude moyenne proche de 900 m, il culmine au signal de Saint-Pierre à 1 256 m ;
2. le bassin de Forcalquier, entre le plateau de Vaucluse et la Durance, est constitué de collines orientées nord-sud à une altitude moyenne de 600 m. Le sol y est calcaire et argileux ;
3. le plateau de Valensole est un plateau de molasse issu des dépôts tertiaires de la Durance et de ses affluents. Au Quaternaire, le soulèvement des Alpes a conduit au recreusement de vallées larges et fertiles par les rivières. La vallée de l'Asse coupe en deux parties cet ensemble géomorphologique homogène. L'érosion est plus marquée au nord d'altitude comprise entre 600 et 900 m, qu'au sud d'altitude comprise entre 400 et 700 m ;
4. le bas Verdon est entouré de plateaux calcaires de basse altitude (300 à 600 m) qui constituent une grande partie du nord-ouest du département du Var ;
5. le Plan de Canjuers, d'altitude moyenne 900 m est un plateau karstique accolé aux Préalpes de Castellane.

#### Préalpes
La majorité de la superficie des Alpes du Sud est occupée par les Préalpes, qui s'étendant jusqu'à la vallée du Rhône, à 100 km à l'ouest des massifs internes. Dans ces moyennes montagnes, peu façonnées par les glaciers lors des glaciations, les vallées sont assez élevées, au moins 500 m d'altitude, mais les crêtes ne dépassent 2 500 m qu'à la limite des plus hauts massifs ou dans le Dévoluy. D'autres caractéristiques remarquables des Préalpes méridionales est l'absence des calcaires urgoniens, très structurants dans les massifs préalpins externes français et les chaînes provençales, et la présence de roubines, badlands de marnes veinées de calcaire et de flysch.
Du nord-ouest au sud-est, les Préalpes se déclinent en plusieurs sous-ensembles.
1. Le massif du Diois, qui entoure la Drôme au sud et à l'est, constitué de montagnes dépassant 1 500 m d'altitude à l'est et aux Trois Becs. Du fait de la superposition des plissements alpins et pyrénéens, le relief est très désordonné d'où une circulation difficile et un enclavement important.
2. Situé au sud du précédent, le massif des Baronnies, avec pour limite sud la barrière formée par le mont Ventoux et la montagne de Lure. Peu de sommets dépassent 1 500 m d'altitude, et le relief clairement orienté est-ouest indique que les plissements pyrénéo-provençaux ont été très peu remaniés par l'orogenèse alpine. Ce massif s'étend de la vallée du Rhône à l'ouest jusqu'à la Durance, au pied des Préalpes de Digne, à l'est.
3. Le massif du Dévoluy, entre le Trièves, le Champsaur et les deux Buëch, un massif calcaire sénonien imposant et aride sur le plateau et les sommets, qui culmine à plus de 2 700 m d'altitude.
4. Le Bochaine, qui ne dépasse 2 000 m qu'à l'est de Lus-la-Croix-Haute et sur la crête de Céüse, est dominé par les calcaires tithoniques[1]. La montagne d'Aujour, qui culmine à plus de 1 800 m d'altitude, est le sommet le plus méridional de cet ensemble.
5. Le massif des Monges, partie au nord de la Bléone des Préalpes de Digne, culmine à 2 115 m, mais comporte des crêtes hautes qu'aucune route carrossable ne franchit.
6. Entre la Bléone et le Verdon, au sud du massif des Trois-Évêchés et dans le massif du Montdenier, le relief s'organise plus nettement en barres rocheuses coupées par des vallées très encaissées comme celle creusée par l'Asse.
7. Entre Verdon et Var se trouvent les Préalpes de Grasse, à l'agencement chaotique à l'ouest, mais clairement orientées est-ouest à l'est.
8. Les Préalpes de Nice s'étendent jusqu'à la vallée de la Roya et rencontrent la mer Méditerranée.

#### Massifs internes
Les massifs internes se situent à proximité de la frontière italienne. L'altitude des sommets dans ces massifs est presque partout supérieure à 2 500 m d'altitude, et la plupart des cols sont à des altitudes élevées, voisines ou supérieures à 2 000 m. Du nord au sud-est, plusieurs principaux sous-ensembles se dégagent.
1. Le massif des Cerces (versant sud) situé au nord de la Durance, entre le col du Galibier et le col de Montgenèvre, culminant à 3 228 m au Grand Galibier. Le fond de la vallée de la Guisane vient même effleurer le massif des Arves au-dessus du col du Lautaret, jusque sous le pic des Trois Évêchés (3 116 m). Ce massif inclut la zone la plus septentrionale de l'ensemble géographique des Alpes du Sud, dont l'extrémité nord atteint le sommet de la Roche Château (2 898 m), quelques kilomètres à l'ouest du mont Thabor.
2. Le massif des Écrins (faces sud et est, drainées par la Durance), massif cristallin qui dépasse les 4 000 m d'altitude à la barre des Écrins, est délimité par la Guisane et la Durance.
3. Le massif du Queyras, situé au nord du bassin du Guil, à cheval entre le département des Hautes-Alpes et le Piémont italien, dominé par le pic de Rochebrune à 3 320 m d'altitude.
4. Le massif d'Escreins, entre vallée du Guil au nord et haute vallée de l'Ubaye au sud, culmine à 3 385 m aux pics de la Font Sancte (nord).
5. Le massif du Parpaillon au carrefour de la Durance et de l'Ubaye. La ligne de crête qui le traverse sépare également les départements des Hautes-Alpes et des Alpes-de-haute-Provence. Le Grand Parpaillon (2 990 m), sommet phare du massif, n'est pas son point culminant, mais le Grand Bérard (3 046 m).
6. Le massif de Chambeyron, dont l'essentiel est sur le territoire italien, mais dont le point le plus haut, l'aiguille de Chambeyron (3 412 m), est sur le sol français. Seule la face ouest du massif est en France et constitue le fond de la vallée de l'Ubaye et de l'Ubayette.
7. Le massif des Trois-Évêchés (partie nord-est), au sud du massif du Parpaillon et de la rivière Ubaye, parfois rattaché aux Préalpes de Digne, bien que d'altitude nettement plus élevée, avec un point culminant à 2 961 m (tête de l'Estrop).
8. Le massif du Pelat (partie nord), entre haute vallée du Verdon et haute vallée du Var, qui atteint 3 051 m au sommet du mont Pelat.
9. Le massif du Mercantour-Argentera, massif cristallin du Haut Pays niçois qui culmine côté français à 3 143 m à la cime du Gélas et s'étend du col de la Bonette au col de Tende, limité à l'ouest par le cours du Var.

### Géologie
Les Alpes du Sud ont été formées par deux orogénèses successives : l'orgénèse pyrénéo-provençale, dont les plis sédimentaires est-ouest dominent dans les Baronnies et dans les Préalpes de Grasse, et l'orogenèse alpine proprement dite, qui a fait remonter le socle cristallin dans le Mercantour et les Écrins et charrié des nappes en Haute-Provence. Des dépôts de molasse importants forment une partie du relief de la Haute-Provence. Les terrains sédimentaires dominent et le socle apparaît uniquement dans deux des plus hauts massifs.

### Hydrographie

#### Cours d'eau
La Durance, longue de 300 km, est la principale rivière qui draine les Alpes du Sud, et ses affluents les plus importants sont le Guil, l'Ubaye, le Buëch, la Bléone et le Verdon. Déchargeant un peu plus de 6 km3 par an, la rivière conserve une allure torrentielle en aval de son bassin du fait d'un profil en altitude très différent des autres rivières alpines : l'altitude décroît très régulièrement, ainsi à 100 km de la source le cours d'eau est à 700 m d'altitude alors que le Rhône est à 500 m et l'Isère à 300 m. Une grande partie de son débit est détourné dans un canal latéral qui alimente des centrales hydroélectriques et déverse l'eau dans l'étang de Berre.
Hors du bassin versant de la Durance, la Drôme draine les Préalpes au sud du Vercors, l'Eygues et l'Ouvèze descendent des Baronnies au nord du mont Ventoux et la Sorgue collecte les cours d'eau souterrains du plateau d'Albion et sourd à Fontaine-de-Vaucluse. À l'est, le Var, qui collecte la Tinée et la Vésubie, est le fleuve côtier le plus important des Alpes maritimes. La Roya est un autre petit fleuve côtier dont la source est en France et l'embouchure en Italie, à Vintimille.
L'ensemble des cours d'eau, y compris les plus grands, ont un régime torrentiel nival dans les hautes vallées voire glaciaire pour la Gyronde, mais le régime pluvial domine dans les Préalpes avec une forte influence méditerranéenne. Ainsi, la Durance et le Var ont un régime complexe avec deux étiages, un en février et un en août, un débit moyen maximal à la fin du printemps mais des crues quelquefois très brutales en automne.

#### Lacs
Il y a quelques lacs naturels en altitude, tous creusés par les glaciers. Le plus important est le lac d'Allos, dans les Alpes-de-Haute-Provence.
Les aménagements hydroélectriques de la Durance et du Verdon ont permis de créer des lacs de retenue, notamment Serre-Ponçon et Sainte-Croix. Ces lacs alimentent des centrales électriques, écrêtent les crues et jouent un rôle de réservoir pour irriguer les cultures en été. Des activités aquatiques sont pratiquées sur les plus importants.

### Démographie
Surexploitées au XIXe siècle, les Alpes du Sud ont subi un dépeuplement important jusque vers 1950. Depuis les années 1970, la population augmente à nouveau, attirée par le climat, les paysages et le plein air. La population actuelle des Alpes du Sud est très proche du maximum atteint vers 1850, mais la répartition et l'activité sont très différentes. Les zones de moyenne montagne continuent à se dépeupler tandis que les petites villes dans les vallées s'étendent avec la construction de quartiers pavillonnaires. Les plus grandes villes, construites dans le sillon creusé par la Durance et ses anciens glaciers, abritent un maximum de 40 000 habitants à Gap.
L'accessibilité des hautes vallées est réduite du fait des grandes distances à parcourir et de la faible viabilité des voies de circulation (une seule autoroute, quelques routes départementales importantes, peu de voies ferrées). Certaines vallées sont par endroits très étroites et sinueuses, et la configuration chaotique des massifs montagneux oblige à des détours importants. Les cols les plus hauts, seuls points de passage entre les hautes vallées, sont ouverts moins de 6 mois par an.

#### Villes de plus de6 000habitants
- Gap (préfecture), 41 000 habitants
- Manosque, 23 000 habitants
- Pertuis, 21 000 habitants
- Digne-les-Bains (préfecture), 16 000 habitants
- Apt (sous-préfecture), 11 000 habitants
- Briançon (sous-préfecture), 11 000 habitants
- Sisteron, 7 600 habitants
- Embrun, 6 300 habitants

#### Autres localités importantes
- Château-Arnoux-Saint-Auban, 5 100 habitants
- Forcalquier (sous-préfecture), 5 100 habitants
- Die (sous-préfecture), 4 700 habitants
- Rians, 4 300 habitants
- La Tour-d'Aigues, 4 300 habitants
- Vinon-sur-Verdon, 4 200 habitants
- Laragne-Montéglin, 3 500 habitants
- Veynes, 3 200 habitants
- Volx, 3 200 habitants
- Barcelonnette, 2 600 habitants
- Gréoux-les-Bains, 2 600 habitants
- Régusse, 2 600 habitants
- Aups, 2 300 habitants
- Puget-Théniers (ancienne sous-préfecture), 1 800 habitants
- Castellane (sous-préfecture), 1 500 habitants

#### Autres villes en corrélation
Les villes d'Aix-en-Provence, Antibes, Brignoles, Carpentras, Draguignan, Fréjus, Grasse, Le Luc, Menton, Nice, Saint-Maximin-la-Sainte-Baume, Vence sont en bordure des Alpes du Sud. Elles constituent des pôles d'attractions pour les populations alpines, et les massifs environnants sont considérés comme les prolongements naturels des Alpes.
Ainsi, on peut même inclure des villes comme Marseille, Salon-de-Provence et Toulon dans cette liste, car elles sont encadrées par des sommets supérieurs à 500 mètres, aux caractéristiques communes avec les Préalpes, et les massifs des Alpilles, des Pallières, de la Sainte-Baume et de la Sainte-Victoire sont considérés comme étant partie prenante des Alpes françaises, tandis que le plan de Canjuers est une composante des Préalpes de Castellane.
Enfin, le technopôle de Sophia-Antipolis est bâti sur un contrefort des Préalpes de Grasse, et parmi les participants à la convention alpine, on trouve également la Principauté de Monaco dont le territoire s'établit sur les derniers contreforts des Alpes-Maritimes, et avant 1860, s'étendait également sur les communes françaises voisines de Roquebrune-Cap-Martin et Menton.

### Climat
Le climat des Alpes du Sud est montagnard avec une influence méditerranéenne importante, et une continentalité significative. Il se caractérise par une faible humidité, des températures plutôt élevées compte tenu de l'altitude et un ensoleillement important, toujours supérieur à 2 400 heures par an.

#### Températures
En hiver, l'isotherme zéro degré se situe le plus souvent entre 800 et 1 400 mètres d'altitude, d'où des températures moyennes hivernales de 0 à 6 °C dans les vallées basses. Dans les hautes vallées, l'air froid s'accumule et la température minimale moyenne est inférieure à −5 °C en hiver, mais le gel permanent est rare sauf dans les ubacs d'altitude. En été, il se trouve le plus souvent entre 3 200 et 4 000 m, avec des températures moyennes estivales comprises entre 20 et 24 °C dans les vallées les plus basses, des maximales très souvent au-dessus de 28 °C mais jamais de nuit tropicale.
La chute des températures est rapide en automne, le réchauffement au printemps est long, et l'amplitude thermique annuelle est de l'ordre de 18 °C. Du fait de l'ensoleillement élevé, du grand nombre de nuits claires, et de bas points de rosée, l'amplitude thermique diurne est généralement comprise entre 10 et 20 °C.

#### Précipitations et humidité
Le cumul annuel de précipitations est compris entre 600 et 900 mm dans les vallées, entre 700 et 1 500 mm sur les massifs. Le nombre de jours de précipitations par an, entre 65 et 100, est caractéristique du climat méditerranéen. Les précipitations tombent généralement en peu de temps à l'occasion d'orages ou d'épisodes pluvieux qui déversent plusieurs dizaines de millimètres en au plus deux ou trois jours.
Le régime pluviométrique fait apparaître un maximum d'automne, un maximum de printemps (avril-mai) plus réduit, un minimum d'été (juillet) et un minimum d'hiver (février). Le minimum estival est le plus prononcé et a des conséquences sur la végétation à basse altitude et sur les adrets en raison des températures élevées. Cependant, l'été est plus pluvieux que l'hiver dans les vallées de la Durance, de l'Ubaye et de la Tinée, les plus abritées des perturbations cycloniques. En hiver, la neige est rare en dessous de 500 m d'altitude, et la limite d'enneigement continu varie généralement entre 800 et 1 200 m à l'ubac, entre 1 200 et 1 600 m à l'adret. Le fort ensoleillement et les précipitations peu régulières sont peu favorables à l'aménagement de stations de ski en moyenne montagne.
Dans l'ensemble des Alpes du Sud, l'origine des précipitations est convective ou méditerranéenne. Les vents d'ouest et de nord, comme le mistral ou la bise, sont secs et les perturbations d'origine atlantiques ne déversent quasiment aucunes précipitations. De fait, la pluviosité est très dépendante de l'oscillation nord-atlantique, avec de la sécheresse pendant les phases positives et des précipitations abondantes pendant les phases négatives.
En été, quand la marge nord de l'anticyclone subtropical recouvre les Alpes du Sud, les précipitations proviennent presque exclusivement de la convection diurne, d'où des cumuls très variables d'un lieu à l'autre et d'une année à l'autre. On observe généralement un à deux mois de sécheresse estivale. Le reste de l'année, les perturbations méditerranéennes déversent moins de précipitations dans les vallées que plus près de la mer, en raison de l'effet d'abri créé par les chaînons provençaux.
L'humidité moyenne varie entre 50 et 70 %, avec un maximum d'automne et deux minima en été et en hiver.

#### Ensoleillement
L'ensoleillement est partout supérieur à 2 400 heures par an, ce qui est comparable aux régions méditerranéennes, et dépasse 2 800 heures par an dans la vallée de la Durance et sur les plateaux alentour au sud du 44e parallèle. Toutefois, sa répartition dans l'année est différente : un maximum d'ensoleillement survient en juillet, mais il est moins fort que sur les côtes méditerranéennes ; en automne et en hiver, le minimum d'ensoleillement est moins marqué, et l'ensoleillement moyen du mois de décembre est supérieur à 150 heures, plus élevé que sur la côte méditerranéenne.
Outre l'attractivité climatique, le fort ensoleillement a pour conséquence une grande différenciation des versants des montagnes. Il n'est pas rare de passer, au franchissement d'une crête est-ouest, d'une ambiance franchement méditerranéenne à une ambiance comparable aux Alpes du Nord (exemple : montagne de Lure).

## Activités
Les Alpes du Sud, en raison de l'enneigement plus difficile que dans les Alpes du Nord, se sont tournées depuis plusieurs décennies vers le tourisme vert. Se maintiennent tout de même des stations de sports d'hiver de taille moyenne, toujours compétitives malgré leur faible poids économique par rapport aux Alpes du Nord. 
Mais les Alpes du Sud comptent aussi un grand nombre de petites ou très petites structures, qui se meurent peu à peu faute de moyens et d'enneigement, certaines ayant déjà fermé.